# Alvin Plantinga
Alvin Carl Plantinga (Ann Arbor (Michigan) 15 november 1932) is een Amerikaanse filosoof. Hij is de zoon van Cornelius A. Plantinga (1908–1994) die werd geboren in Garijp (Friesland) maar met zijn ouders naar de Verenigde Staten emigreerde. Alvin Plantinga is bekend om zijn werk in de metafysica en de godsdienstfilosofie. Hij wordt alom gezien als een van de meest vooraanstaande filosofische apologeten van het christelijk geloof.

## Biografie en loopbaan
De grootvader van Alvin, Andreas (Andrew) Plantinga had in Friesland een constructiebedrijfje, maar emigreerde in 1913 naar de Verenigde Staten. Eerst naar New Jersey, vervolgens naar Iowa waar hij boer werd. Zoon Cornelius had echter geen interesse in de landbouw en daarom verhuisde het gezin naar de plaats Holland in Michigan waar een door Nederlanders gestichte gereformeerde, middelbare school was. Cornelius studeerde eerst aan het (protestants-christelijke) Calvin College te Grand Rapids, Michigan, waar William Henry Jellema filosofie gaf. Later studeerde Cornelius filosofie en psychologie aan andere universiteiten en in 1941 kreeg hij aan de Huron Universiteit een baan als docent filosofie.
Zijn zoon Alvin kreeg een studiebeurs voor de Harvard-universiteit, maar verliet die in 1951 om ook te gaan studeren aan het Calvin College. Hierna studeerde Alvin Plantinga aan de Universiteit van Michigan (1954–1955, samen met toekomstige uitblinkers als William Alston, William Frankena en Nancy Cartwright) en ontving zijn doctoraat van Yale-universiteit (1955–1958). Hij begon met lesgeven aan de Wayne State University en gaf bijna twintig jaar les aan Calvin College, zijn alma mater, voordat hij – als calvinist – overstapte naar de rooms-katholieke Universiteit van Notre Dame. In 2010 keerde hij weer terug naar het Calvin College. In 2017 werd de Templetonprijs aan hem toegekend.
Plantinga is lid van de Christian Reformed Church.

## Filosofie

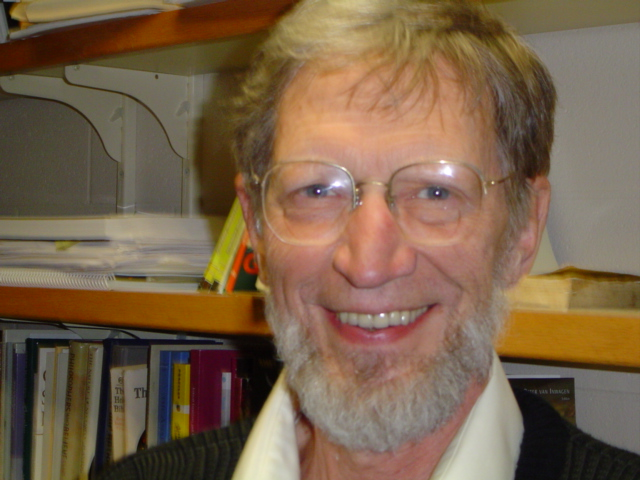
Alvin Plantinga

De wijsgerige ontwikkeling van Plantinga vertoont een hoge mate van inhoudelijke continuïteit. Daarom is het weinig zinvol om verschillende periodes af te bakenen. Een aantal keren heeft hij nieuwe discussievelden in de analytische wijsbegeerte aangeboord. Aan de hand van deze discussies zal zijn filosofie behandeld worden.
In de jaren zestig betoogt Plantinga dat het onterecht is om de middeleeuwse godsbewijzen af te schrijven. Volgens hem is het geloof wel degelijk rationeel. Hij herformuleerde het ontologisch godsbewijs. Hierbij maakte hij gebruik van de modale logica.
In het begin van de jaren zeventig richtte Plantinga zich op het probleem van het kwaad. Sommige filosofen stelden dat het kwaad in de wereld onverenigbaar was met het bestaan van een goede en almachtige God. Een van deze filosofen was J.L. Mackie. Plantinga reageerde hierop in zijn boek: God, Freedom and Evil (1974). Zijn argument is de zogenoemde free will defense. Dit gaat terug op Augustinus. Hierin betoogt hij dat als mensen in principe moreel vrij en verantwoordelijk zijn, dat dan het bestaan van een almachtige en volmaakt goede God logisch gezien niet strijdig is met het kwaad in de wereld. Het bestaan van God zou daarom niet onwaarschijnlijk zijn door het argument van het kwaad in de wereld.
In de jaren tachtig opent Plantinga samen met zijn collega Nicholas Wolterstorff het debat over de gedachte dat het geloof op redelijke argumenten gebaseerd moet zijn. Volgens hen was het geloof in God zó fundamenteel, dat het niet op andere overtuigingen gebaseerd is, maar dat het geloof dient als basis voor alle andere overtuigingen. Hiermee keren ze zich tegen het zogeheten funderingsdenken.
In de jaren negentig richt Plantinga zich op het naturalisme. Het naturalisme is volgens hem een vorm van atheïsme die niet alleen de biologische soorten, maar ook het ontstaan van normen en waarden en godsdienst evolutionistisch tracht te verklaren. Plantinga betoogt dat het naturalisme niet kan verklaren hoe het mogelijk is dat mensen zaken kunnen kennen. Over deze materie schrijft hij een trilogie: Warrant (waarborg).
Met zijn verdediging van een 'speciale schepping' en een 'theïstische wetenschap' komt Plantinga met zijn standpunten dicht in de buurt van het zogeheten intelligent design. Alvin Plantinga is een apologeet die de dialoog met overtuigde atheïsten zoals Richard Dawkins en Daniel Dennett niet schuwt.